# M3GAN
M3GAN (estilizado como MΞGAN, pronunciado "Megan" e com o mesmo título em Portugal e no Brasil) é longa-metragem de terror e ficção científica estadunidense dirigido por Gerard Johnstone a partir de um roteiro de Akela Cooper e uma história de Cooper e James Wan. É estrelado por Amie Donald, Allison Williams, Violet McGraw, Ronny Chieng e Brian Jordan eAlvarez. É produzido por Jason Blum e James Wan sob seus banners Blumhouse Productions e Atomic Monster Productions, respectivamente, ao lado de Divide/Conquera.
M3GAN estreou no Brasil em 19 de janeiro de 2023, e foi lançado nos Estados Unidos em 6 de janeiro de 2023, pela Universal Pictures. O filme foi um sucesso, arrecadando mais de US$ 189 milhões no mundo todo.

## Enredo
A história segue Gemma (Allison Williams), uma robótica brilhante de uma empresa de brinquedos que usa inteligência artificial para desenvolver o Model 3 Generative Android (M3GAN), uma boneca realista programada para ser a maior companheira de uma criança e a maior aliada de um pai. Depois de ganhar inesperadamente a custódia de sua sobrinha órfã Katie, Gemma pede a ajuda do protótipo M3GAN - uma decisão que tem consequências inimagináveis.

## Elenco
- Allison Williams como Gemma
- Violet McGraw como Katie
- Amie Donald como M3GAN
- Jenna Davis como voz de M3GAN
- Ronny Chieng como David
- Brian Jordan Alvarez como Cole
- Jen Van Epps como Tess
- Stephane Garneau-Monten como Kurt
- Arlo Green como Ryan
- Michael Saccente como Greg
- Jack Cassidy como Brandon
- Amy Usherwood como Lydia
- Lori Dungey como Célia

## Produção
M3GAN foi produzido por en:Atomic Monster Productions, Blumhouse Productions, Divide/Conquer, seguindo James Wan e Jason Blum e foi distribuído pela Universal Pictures

### Filmagem
A fotografia principal começou em 5 de julho de 2021.

## Sequência
Uma sequência foi confirmada e está em desenvolvimento. (M3GAN 2.0) está previsto pra ser lançado nos Estados Unidos em 2025.

## Lançamento
M3GAN foi lançado nos cinemas nos Estados Unidos pela Universal em 6 de janeiro de 2023. Originalmente estava programado para ser lançado nos cinemas nos Estados Unidos em 13 de janeiro de 2023, mas teve seu lançamento adiantado em uma semana para evitar competição com House Party e a ampla expansão de A Man Called Otto, que tinham lançamento marcado em 13 de janeiro. Em Portugal e no Brasil, foi lançado respectivamente em 12 e 19 de janeiro de 2023.